# 野田樹潤
野田 樹潤（のだ じゅじゅ、英: Juju Noda、2006年〈平成18年〉2月2日 - ）は、日本の女性レーシングドライバー。通称「Juju」。東京都生まれ、岡山県美作市出身。マネージメントはNODAレーシングコンサルタンツ。父は元レーシングドライバーの野田英樹。

## 概要・略歴

### 生い立ち
2006年、F1参戦経験のある元レーシングドライバーの野田英樹の次女として誕生。3歳よりキッズカートに乗り始め、4歳でキッズカートレースデビュー。（公式プロフィールやブログによると、4歳でデビューウィン、6歳からレーシングカートレースに出場とあるが、大会名称等の詳細は不明）。9歳の時にはFIA-F4のフォーミュラカーでサーキット走行をした。
2016年、ミキハウスとプロ契約。2017年、11歳の時にMASジャパンホールディングスが17歳以下でも出場できる「フォーミュラU17チャレンジカップ」（競技車両の指定も車検もない模擬レース形式の走行会）を設立し、これに参加。野田はFIA-F4のマシンを、それ以外の参加者（野田レーシングアカデミー生徒2名）はスーパーFJのマシンを使用した。翌2018年からは同形式のイベント「フォーミュラU-17＆シニアレース」に旧式F3のマシンで参加。2019年までに出場した全イベントで優勝し最優秀選手賞も受賞した。

### 競技デビュー

#### 2019年
Ray GR-RSCを使ったLucas Oil Winter Race Seriesで競技デビュー。3レースに出場しドライバーズポイントは68点、ランキングは14位だった。

#### 2020年
日本国内でのF4レース活動は14歳という年齢制限がありフル出場できるレースを模索、唯一可能であった「デンマークF4選手権」に2020年から参戦、家族で活動拠点をヨーロッパに移した。6月の初戦をポールトゥーウィンで優勝。シーズンは世界的に流行した新型コロナウイルス感染症の拡大を受け当初のレース数を短縮、10月に予定していた最終2ラウンド（全6戦。最終ラウンドをスウェーデンで代替開催する計画もあったがコロナ再発により直前で中止）も中止、ドライバーズランキング6位で選手権が終了した。
10月、国際自動車連盟（FIA）主催のフェラーリ（FDA）若手女性ドライバー育成プログラム「FIA Girls on Track Rising Stars」の選考キャンプに参加し、1次を通過した8名に残るも最終選考には進めなかった。

#### 2021年
1月、アメリカF4選手権にJay Howard Driver Developmentチームと契約し参戦を表明、ROKiT社と育成ドライバー契約を結んだ。冬季の準備期間にYACademy Winter Seriesに参戦、ランキング12位。3月末シリーズ開幕戦ロードアトランタのフリー走行1を22位で走行していたが最後の1周で1:27.980のトップタイムを記録。しかし同日午後の予選直前に急遽参戦を取り止めた。NODAレーシング側は「諸事情による多岐にわたる問題により、これ以上続けることは、問題解決へ向けても改善されず、慢性的にドライバーへの負担は増える一方であると判断しました。」と発表した。シリーズそのものの正式結果はWD（撤退）という扱いになった。以後具体的な撤退理由は公式発表されていない。
5月、昨シーズンに引き続き「デンマークF4選手権」の参戦を継続、しかし1勝の最低限目標が達成できずドライバーズランキング7位に終わった。野田は「総合力がないと速いだけでは勝てない」とコメントし大きな組織やチームへのステップアップを希望する。監督・野田英樹の意向もあり、今期限りでNODAレーシングのチーム活動を一旦離れることになった。

#### 2022年

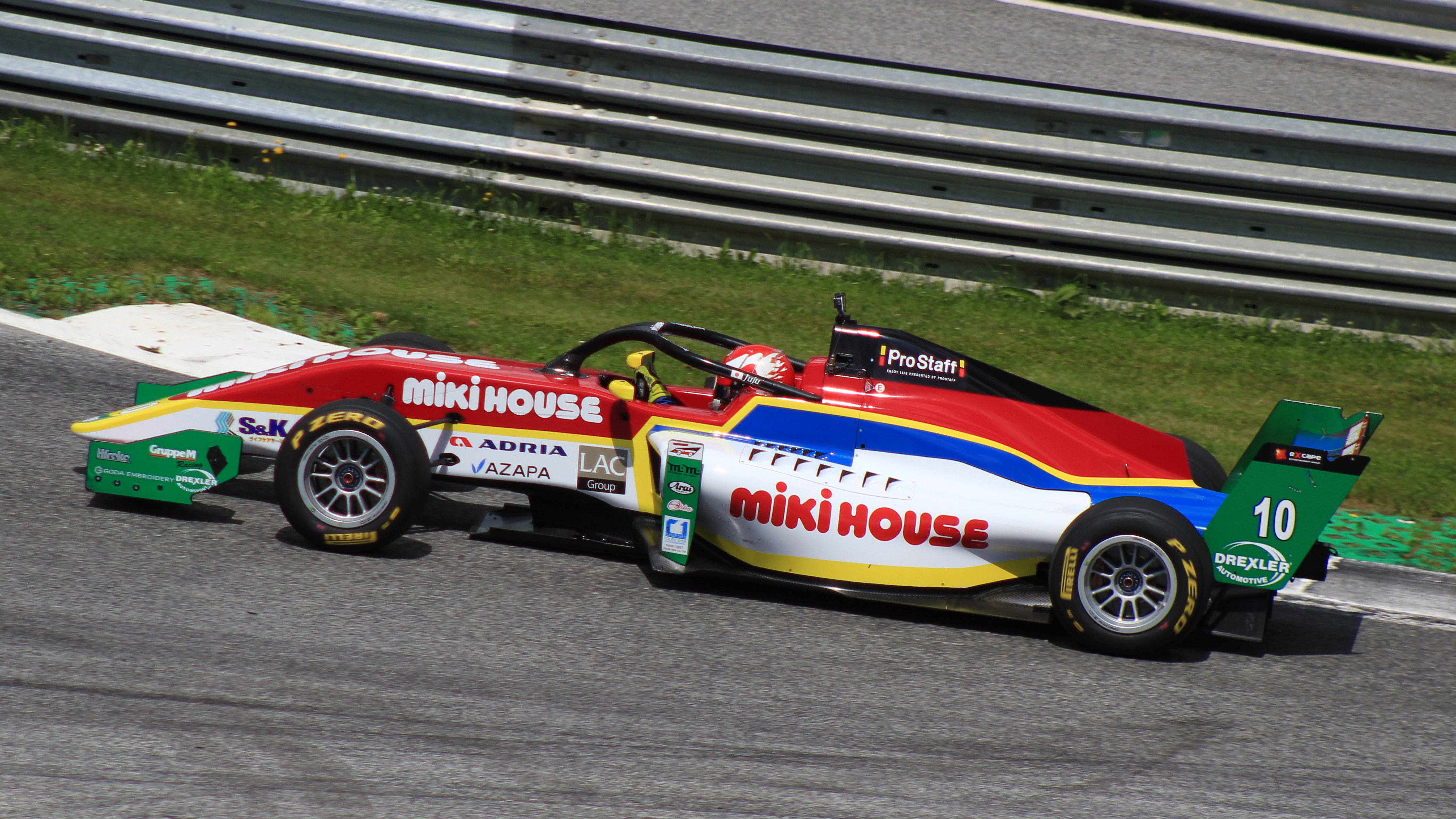
タトゥースT-318（2022年）

複数のプロジェクトに参加。そのメインに女性ドライバー限定のフォーミュラ選手権「Wシリーズ」のテストに参加し、正式に2022年シーズンの参戦が決定した。所属チームは育成枠であるWシリーズ・アカデミーに籍を置き少なくとも2シーズンのサポートを受ける。第6戦のハンガリーでは9位に入りWシリーズ唯一のポイントを獲得した。しかしシーズン途中の10月財政難により3戦を残しての打ち切りが決定。来シーズン開催の目途もつかず経営破綻しシリーズそのものが消滅した。シリーズ終了時のドライバーズポイントは2点でドライバーズランキングは14位。
その他オーストリアのドレクスラーカップやイタリアのF2000トロフィー（スポット参戦の為賞典対象外）に幾度かスポット参戦している。
この年Wシリーズのドライバー・オブ・ザ・イヤー、第5回 服部真二賞の服部真二スポーツ賞ライジングスターを受賞した。

#### 2023年

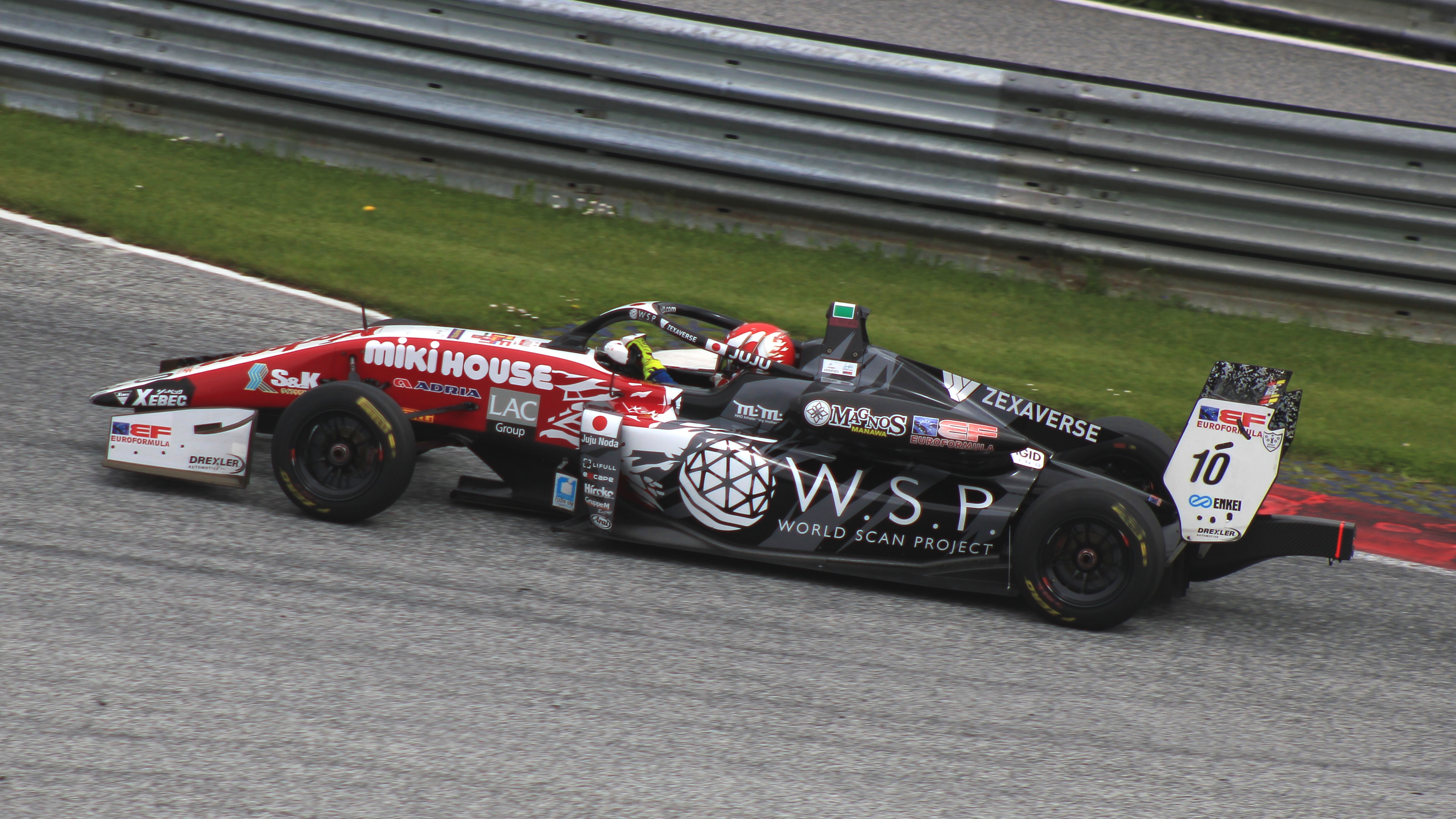
ダラーラ320（2023年）

NODAレーシングに復帰し、旧規格のF3マシンを使った「ユーロフォーミュラ・オープン」（EFO）に参戦。車両はダラーラ・320のワンメイク。第4戦フランスのポール・リカール レース1にて同シリーズに出場した女性ドライバーとして初優勝した。シリーズ後半戦、今期から導入した女性ドライバー最低重量の優遇措置が段階的に引き上げ修正されたのち最終的に撤廃、後半戦再開前にマシンの日本製ホイールに関わる使用許可を取り消された。野田英樹監督は「さすがにこの短時間の中で対応して参戦するのは物理的に無理がありすぎる」とコメントし途中撤退した。
前年度から継続参戦しているシリーズでF3ドレクスラーカップ(フルエントリーしているのは2名、野田は第3戦を欠場)は年間2位に、イタリアF2000トロフィーではスーパーフォーミュラクラスにフルエントリーしている大ベテランら5人(Enzo Stentella［当時69歳］、Bernardo Pellegrini［当時59歳］、Sandro Zeller、Benjamin Berta、Francesco Simonazzi)を制し女性として大会史上初の年間チャンピオンとなった。またシーズン途中からは欧州の「BOSS GP」シリーズにもスポット参戦した。

#### 2024年
1月7日、前年にスポット参戦したBOSS GPへフル参戦することを発表。チームはスポット参戦時と同じTeam HS ENGINEERING。
4月6日、BOSS GP参戦のチームをMM International Motorspotに移籍することを発表。車両はダラーラGP2/11。
5月5日、BOSS GP初戦ホッケンハイムはFP1、FP2、予選全てクラス2位、レース1はスタート直後の１コーナーでチームメイトのシモーネ・コロンボと接触パーツを壊しながらもオーバーテイクに成功するが数コーナー先でコロンボに追突されリタイア、順位はクラス10位。レース2はクラス2位。
5月26日、BOSS GP第2戦ニュルブルクリンクではFP1はクラス2位、FP2はクラス最下位、マシン不調が解消せず出走直前でScuderia Paradioからマシンを借りて出走、予選クラス2位。レース1はクラス3位、レース2はチームメイトのシモーネ・コロンボのオーバーテイクを試みるもスピン。その際、エンジンが停まったマシンから降りて手にしたステアリングをマシンに戻すことなく競技中のコースを許可なく横断。その途中でステアリングをコース上に叩きつけコース外に出て行くという行動があった。結果はクラス5位。
6月9日、BOSS GP第3戦レッドブルリンクではFP1、FP2、予選全てクラス1位、レース1はクラス1位でフィニッシュ後ローリングスタート時に列を乱したとし30秒ペナルティを課される。このレースに公式映像はないが観客が撮影した映像がSNSに上がっておりスタート時にチームメイトのシモーネ・コロンボを芝生まで押し出しているように見える。チームは抗議をするも認められず最終的に結果クラス6位へ降格となる。レース2は参戦後初となるクラス優勝。
8月4日、BOSS GP第4戦TTサーキットアッセンではマシン不調でまともに走行できずFP1はクラス9位、FP2は最下位、マシン修復後予選はクラス1位、レース1はスタート失敗が影響しクラス5位、レース2は参戦後初となる総合優勝。
BOSS GP第5戦はスーパーフォーミュラ日程と重なる為欠場。
11月3日、BOSS GP第6戦(最終戦)ミサノでは、FP1クラス2位、FP2クラス5位、予選クラス1位。レース1はポールポジションでスタートもチームメイトのマックス・クッカレーゼにオーバーテイクされる。最終ラップ残り数コーナーで野田はオーバーテイクを試みるも接触スピン、両者ともレースを完走することはなく野田はその事故の責任を問われドライブスルーペナルティーを課される。実際には事故が最終周だった為に25秒加算ペナルティーが課された。最終結果クラス4位。
レース1後、マネージャーである父・野田英樹とチームメンバーの間で激しい口論が起きたことでチームはスポーツマンシップと協調性の原則に反する行動をとったとして翌日のレース2に野田を参加させないという決断を下し野田との契約を解除した。この日の夜に事件が起こる。チームのガレージで盗難が発生、チームメイトのシモーネ・コロンボとマックス・クッカレーゼ両車の同じ位置の配線を何者かにカッターで切断される。この為翌日のレース2はマックス・クッカレーゼが無傷だった野田使用予定車を使用し3位表彰台を獲得。シモーネ・コロンボは代替車が用意出来ずレース参加を断念、年間タイトル獲得の可能性も断たれた。チームは公式リリースで「非常に苦々しい思いを抱きながらも、スポーツにおける誠実さ、尊敬、正義という価値観をしっかりと繰り返し述べ、議論するつもりはない。」とコメントしている。
2024年BOSS GP、フォーミュラクラス年間ランキング3位。
2021年アメリカF4選手権、2023年ユーロフォーミュラオープン、2024年BOSS GPと海外でのシリーズ途中撤退は3回目となった。

### スーパーフォーミュラ

#### 2023年
2023年12月6日〜8日に鈴鹿サーキットで行われたスーパーフォーミュラ合同テストにルーキー枠で参加。レーシングチームTGM Grand Prixの協力でダラーラ・SF23に初搭乗した。

#### 2024年
2024年1月9日、2024年のスーパーフォーミュラにTGM Grand Prixからの参戦を発表。国内トップフォーミュラにおいては、史上最年少かつ初の日本人女性ドライバーとなる。全9戦を終え獲得ポイントは0点ランキング21位となり、スーパーフォーミュラに参戦した女性ドライバーとして初めてのシーズンフル出場、全戦完走となった。
公式アプリ『SFgo』での人気投票「IIJ Group SFgo AWARD」の「推しドラ部門 supported by IIJ」で1位を獲得。2024年 日本自動車連盟（JAF）モータースポーツ表彰式で表彰された。

#### 2025年
2025年1月15日、2025年レース活動記者発表を開催、新チーム「HAZAMA ANDO Triple Tree Racing」として参戦することを発表した。
2025年6月4日「監督の不適切発言に関するお詫び」と題しチーム代表の村司宏樹氏名義の謝罪文をチームが公式Xで発表した。5月18日に行われた第5戦決勝レース中チーム監督野田英樹が不適切な発言を無線で行った事に対する謝罪コメントが記されている。同日「Juju（野田樹潤）に対する誹謗中傷について」とする文章も公式Xで発表。アサ芸プラスに掲載された記事に対し誹謗中傷として警察に告訴状を提出したという内容であった。また同文章内で仙波敏郎を委員長とする「日本コンプライアンス公益通報委員会」を設立したと発表した。
翌6月5日、同じく公式Xで「SF 第5戦九州大会における一連の事実関係について」と題する説明文を発表した。
7月20日に富士スピードウェイで行われた第7戦でチェッカーフラッグを受けるも規定周回数に達せずリタイアとなり2024年のデビュー戦から続いた連続完走記録は15戦となる。

## 人物
身長は170 cm。
家族は、元レーシングカードライバーの父・英樹、元バレエダンサーでトレーナー、帯同マネージャーも務める母・雅恵（NODAレーシングコンサルタンツ株式会社代表取締役）のほか、姉と弟がいる。
樹潤という名前は、父・英樹の「樹」の一文字を貰い「樹木が潤いすくすくと育つようにのびやかに成長して欲しい」との願いが込められている（2024年10月4日「上柳昌彦 あさぼらけ」出演時に母が発言）。
モータースポーツのトップカテゴリーまでステップアップし、女性ドライバーとしての優勝が最大の目標。
フォーミュラレースへの挑戦で岡山国際サーキットを本拠地にするため、年少期より美作市に在住。中学・高校は、神戸のインターナショナルスクールや日本体育大学桜華に在学。卒業後は、日本大学スポーツ科学部へ進学する。
モータースポーツ業界に入るきっかけは、3歳の誕生日に父がプレゼントしたキッズカートであった。
2024年からスーパーフォーミュラに参戦するが、日本国内でレースをするにはレーシングライセンスと運転免許の2つを所持していなければならないため、自動車教習所に通って免許を取得した。
オフィシャル（専属）カメラマンは日本レース写真家協会（JRPA）所属の遠藤樹弥。
日本自動車連盟（JAF）ドライバー・オブ・ザ・イヤー2024にエントリーされる。2021～2023年までは、「その年に最も輝いたドライバー」が対象だったが2024年は「最もモータースポーツ業界を輝かせたドライバー（四輪モータースポーツ競技参加者）」が顕彰対象と変更された。選出された4名（候補者1名が選出を辞退した為実際は3名）から一般投票を含めた投票で決定。野田はweb投票では最大得票数を獲得したがX投票と有識者投票の合計投票数では及ばず2位となった。発表された票数の内訳で有識者票が9386票で現役F1ドライバーの角田裕毅と野田が1票差もなく完全に同数だったことが注目された。
2024年8月28日、自動運転車によるロボットカーレースシリーズであるA2RL(アブダビ・オートノマス・レーシング・リーグ)のテストドライバーに就任。バレルンガとイモラでダラーラ・EAV24のテスト走行を務めた。

## レース戦績

### カート
- 2010年：REON KIDS KART GP 2010[3]
  - キンダークラス5位
- 2011年：REON KIDS KART GP 2011[82]
  - キンダークラス優勝
  - 40ccクラス優勝
  - ノーマル60ccクラス7位
  - コマ60ccクラス12位
- 2012年：カデット クラス優勝3回、3位1回　(大会名称不明[4][5])
- 2012年：100ccSSクラス優勝　(大会名称不明[4][5])
- 2013年：100ccSSクラス優勝3回　(大会名称不明[4][5])
- 2014年：125ccロータックスマックス クラス優勝4回　(大会名称不明[4][5])

### 走行イベント(模擬レース形式[83])
- 2017年：フォーミュラU17チャレンジカップ優勝3回
- 2018年：フォーミュラU-17＆シニアレース優勝4回
- 2019年：フォーミュラU-17＆シニアレース優勝4回

### 競技歴
| 年     | シリーズ                                  | チーム                         | レース | 勝利 | PP | FL | 表彰台 | ポイント | 順位 |
| ------ | ----------------------------------------- | ------------------------------ | ------ | ---- | -- | -- | ------ | -------- | ---- |
| 2019年 | Lucas Oil Winter Race Series              |                                | 3      | 0    | 0  | 0  | 0      | 68       | 14位 |
| 2020年 | デンマークF4選手権                        | NODAレーシング                 | 9      | 1    | 3  | 2  | 3      | 85       | 6位  |
| 2021年 | YACademy Winter Series                    | Jay Howard Driver Development  | 6      | 0    | 0  | 0  | 0      | 12       | 12位 |
| 2021年 | アメリカF4選手権                          | Jay Howard Driver Development  | 0      | 0    | 0  | 0  | 0      | 0        | WD   |
| 2021年 | デンマークF4選手権                        | NODAレーシング                 | 16     | 0    | 0  | 2  | 5      | 149      | 7位  |
| 2022年 | Wシリーズ                                 | Wシリーズ・アカデミー          | 7      | 0    | 0  | 0  | 0      | 2        | 14位 |
| 2022年 | オーストリアF3ドレクスラーカップ          | NODAレーシング                 | 6      | 0    | 0  | 0  | 0      | 48       | 8位  |
| 2022年 | イタリアF2000トロフィー                   | Vadum Racing                   | 6      | 0    | 0  | 0  | 0      | 0        | NC   |
| 2023年 | ユーロフォーミュラ・オープン              | NODAレーシング                 | 12     | 1    | 0  | 1  | 3      | 118      | 8位  |
| 2023年 | オーストリアF3ドレクスラーカップ          | NODAレーシング                 | 14     | 7    | 8  | 8  | 11     | 262      | 2位  |
| 2023年 | イタリアF2000トロフィー                   | NODAレーシング                 | 14     | 7    | 8  | 9  | 11     | 275      | 1位  |
| 2023年 | BOSS GPレーシングシリーズ (Formula class) | HS Engineering                 | 2      | 0    | 0  | 0  | 2      | 44       | 16位 |
| 2024年 | スーパーフォーミュラ                      | TGM Grand Prix                 | 5      | 0    | 0  | 0  | 0      | 0        | 21位 |
| 2024年 | BOSS GPレーシングシリーズ (Formula class) | MM International Motorsport    | 8      | 2    | 2  | 2  | 4      | 146      | 3位  |
| 2025年 | スーパーフォーミュラ                      | HAZAMA ANDO Triplr Tree Racing |        |      |    |    |        |          |      |

### REON KIDS KART GP
| 年     | クラス         | 1 | 2 | 2 | 4 | 5 | 6 | 7 | 8 | 順位 |
| ------ | -------------- | - | - | - | - | - | - | - | - | ---- |
| 2010年 | キンダークラス |   |   |   | 4 |   | 5 | 4 | 3 | 5位  |
| 2011年 | キンダークラス | 1 | 1 | 2 | 1 | 1 |   |   |   | 1位  |
|        | 40ccクラス     | 2 | 1 | 1 | 1 | 1 |   |   |   | 1位  |
|        | ノーマル60cc   |   |   |   |   |   | 5 |   |   | 7位  |
|        | コマ60cc       |   |   |   |   |   | 8 |   |   | 11位 |

### カート（大会名不明[4][5]）
| 年     | クラス                    | 戦績    | 戦績   |
| ------ | ------------------------- | ------- | ------ |
| 2012年 | カデット                  | 優勝3回 | 3位1回 |
| 2012年 | 100ccSS                   | 優勝    |        |
| 2013年 | 100ccSS                   | 優勝3回 |        |
| 2014年 | 125ccロータックスマックス | 優勝4回 |        |

### フォーミュラUNDER17(模擬レース形式走行イベント[83])
| 年     | イベント名                         | 1 | 2 | 3 | 4 |
| ------ | ---------------------------------- | - | - | - | - |
| 2017年 | フォーミュラU17チャレンジカップ    | 1 | 1 | 1 |   |
| 2018年 | フォーミュラU-17＆シニアレース優勝 | 1 | 1 | 1 | 1 |
| 2018年 | フォーミュラU-17＆シニアレース優勝 | 1 | 1 | 1 | 1 |

### Lucas Oil ウインターレースシリーズ
| 年     | 1   | 2   | 3   | 4     | 5   | 6     | 7   | 8     | 9   | 順位 | ポイント |
| ------ | --- | --- | --- | ----- | --- | ----- | --- | ----- | --- | ---- | -------- |
| 2019年 | SEB | SEB | SEB | LAG 8 | LAG | LAG 4 | LAG | LAG 8 | LAG | 14位 | 68       |

### F4デンマーク選手権
| 年     | チーム      | 1        | 2         | 3         | 4          | 5        | 6         | 7          | 8          | 9         | 10       | 11       | 12         | 13      | 14      | 15        | 16       | 17       | 18       | 順位 | ポイント |
| ------ | ----------- | -------- | --------- | --------- | ---------- | -------- | --------- | ---------- | ---------- | --------- | -------- | -------- | ---------- | ------- | ------- | --------- | -------- | -------- | -------- | ---- | -------- |
| 2020年 | NODA RACING | JYL 1    | JYL 2 DSQ | JYL 3 4   | PAD 1 3    | PAD 2    | PAD 3 6   | DJU 1 10   | DJU 2 7    | DJU 3 11† |          |          |            |         |         |           |          |          |          | 6位  | 85       |
| 2021年 | NODA RACING | PAD1 1 2 | PAD1 2    | PAD1 3 8† | PAD2 1 DSQ | PAD2 2 6 | PAD2 3 11 | JYL1 1 DNS | JYL1 2 DNS | JYL1 3 4  | PAD3 1 2 | PAD3 2 3 | PAD3 3 Ret | DJU 1 2 | DJU 2 4 | DJU 3 Ret | JYL2 1 5 | JYL2 2 8 | JYL2 3 4 | 7位  | 149      |

### YACademy ウインターシリーズ
| 年     | チーム                        | 1     | 2      | 3     | 4     | 5      | 6      | 順位 | ポイント |
| ------ | ----------------------------- | ----- | ------ | ----- | ----- | ------ | ------ | ---- | -------- |
| 2021年 | Jay Howard Driver Development | HOM 6 | HOM 12 | HOM 9 | SEB 9 | SEB 10 | SEB 11 | 12位 | 12       |

### アメリカF4選手権
| 年     | チーム                        | 1        | 2        | 2        | 4     | 5     | 6     | 7     | 8     | 9     | 10    | 11    | 12    | 13    | 14    | 15    | 16    | 17    | 順位 | ポイント |
| ------ | ----------------------------- | -------- | -------- | -------- | ----- | ----- | ----- | ----- | ----- | ----- | ----- | ----- | ----- | ----- | ----- | ----- | ----- | ----- | ---- | -------- |
| 2021年 | Jay Howard Driver Development | ATL 1 WD | ATL 2 WD | ATL 3 WD | ROA 1 | ROA 2 | ROA 3 | MOH 1 | MOH 2 | MOH 3 | BRA 1 | BRA 2 | BRA 3 | VIR 1 | VIR 2 | VIR 3 | COA 1 | COA 2 | WD   | 0        |

### Wシリーズ
| 年     | チーム           | 1       | 2       | 3      | 4      | 5      | 6     | 7       | 順位 | ポイント |
| ------ | ---------------- | ------- | ------- | ------ | ------ | ------ | ----- | ------- | ---- | -------- |
| 2022年 | W Series Academy | MIA1 12 | MIA2 15 | CAT 13 | SIL 16 | LEC 13 | HUN 9 | SIN Ret | 14位 | 2        |

### イタリアF2000トロフィー（2022年はスポット参戦の為賞典対象外）
| 年     | チーム       | 1        | 2        | 3       | 4       | 5       | 6         | 7       | 8       | 9     | 10      | 11      | 12      | 13     | 14     | 順位 | ポイント |
| ------ | ------------ | -------- | -------- | ------- | ------- | ------- | --------- | ------- | ------- | ----- | ------- | ------- | ------- | ------ | ------ | ---- | -------- |
| 2022年 | Vadum Racing | MUG1 1   | MUG1 2   | MON 1 6 | MON 2 5 | IMO 1   | IMO 2     | RBR 1 5 | RBR 2 7 | VLL 1 | VLL 2   | VLL 3 4 | VLL 4 7 | MUG1 3 | MUG1 4 | NC   | NC       |
| 2023年 | NODA RACING  | MUG1 1 5 | MUG1 2 1 | IMO 1 3 | IMO 2 4 | RBR 1 2 | RBR 2 Ret | VLL 1 3 | VLL 2 1 | SPA 1 | SPA 2 1 | MUG 1 3 | MUG 2 1 | MIS 1  | MIS 2  | 1位  | 275      |

### F3ドレクスラーカップ
| 年     | チーム      | 1        | 2        | 3       | 4       | 5     | 6     | 7       | 8         | 9     | 10      | 11      | 12      | 13      | 14      | 15       | 16       | 順位 | ポイント |
| ------ | ----------- | -------- | -------- | ------- | ------- | ----- | ----- | ------- | --------- | ----- | ------- | ------- | ------- | ------- | ------- | -------- | -------- | ---- | -------- |
| 2022年 | NODA RACING | HOC 1    | HOC 2    | MON 1 5 | MON 2 5 | IMO 1 | IMO 2 | RBR 1 5 | RBR 2 7   | VAL 1 | VAL 2   | HOC 1   | HOC 2   | BRN 1 7 | BRN 2 7 | MUG1 1   | MUG1 2   | 8位  | 48       |
| 2023年 | NODA RACING | MUG1 1 3 | MUG1 2 1 | IMO 1 3 | IMO 2 4 | HUN 1 | HUN 2 | RBR 1 2 | RBR 2 Ret | SPA 1 | SPA 2 1 | HOC 1 4 | HOC 2 1 | BRN 1   | BRN 2 1 | MUG2 1 3 | MUG2 2 1 | 2位  | 262      |

### ユーロフォーミュラ・オープン
| 年     | チーム      | 1       | 2       | 3       | 4       | 5       | 6       | 7       | 8       | 9       | 10    | 11      | 12    | 13       | 14       | 15       | 16    | 17    | 18    | 19    | 20    | 21    | 22    | 23    | 順位 | ポイント |
| ------ | ----------- | ------- | ------- | ------- | ------- | ------- | ------- | ------- | ------- | ------- | ----- | ------- | ----- | -------- | -------- | -------- | ----- | ----- | ----- | ----- | ----- | ----- | ----- | ----- | ---- | -------- |
| 2023年 | NODA RACING | PRT 1 7 | PRT 2 7 | PRT 3 7 | SPA 1 6 | SPA 2 7 | SPA 3 6 | HUN 1 5 | HUN 2 3 | HUN 3 9 | LEC 1 | LEC 2 4 | LEC 3 | RBR 1 WD | RBR 2 WD | RBR 3 WD | MNZ 1 | MNZ 2 | MNZ 3 | MUG 1 | MUG 2 | RBR 1 | RBR 2 | RBR 3 | 8位  | 118      |

### BOSS GP レーシングシリーズ
| 年     | チーム                      | クラス  | 1        | 1       | 2       | 2       | 3       | 3       | 4       | 4       | 5     | 5     | 6       | 6        | 7     | 7     | 順位 | ポイント |
| ------ | --------------------------- | ------- | -------- | ------- | ------- | ------- | ------- | ------- | ------- | ------- | ----- | ----- | ------- | -------- | ----- | ----- | ---- | -------- |
| 2023年 | HS Engineering              | Formula | HOC 1    | HOC 2   | LEC 1   | LEC 2   | RBR 1   | RBR 2   | MIS 1   | MIS 2   | ASS 1 | ASS 2 | MNZ 1 4 | MNZ 2 4  | MUG 1 | MUG 2 | 16位 | 44       |
| 2024年 | MM International Motorsport | Formula | HOC 1 10 | HOC 2 2 | NUR 1 3 | NUR 2 5 | RBR 1 6 | RBR 2 1 | ASS 1 5 | ASS 2 1 | MUG 1 | MUG 2 | MIS 1 4 | MIS 2 WD |       |       | 3位  | 146      |

### スーパーフォーミュラ
| 年     | チーム                         | シャーシ       | エンジン | 1      | 2      | 3      | 4      | 5      | 6      | 7       | 8      | 9      | 10  | 11  | 12  | 順位 | ポイント |
| ------ | ------------------------------ | -------------- | -------- | ------ | ------ | ------ | ------ | ------ | ------ | ------- | ------ | ------ | --- | --- | --- | ---- | -------- |
| 2024年 | TGM Grand Prix                 | ダラーラ・SF23 | ホンダ   | SUZ 17 | AUT 20 | SUG 18 | FSW 19 | MOT 18 | FSW 17 | FSW 16  | SUZ 12 | SUZ 20 |     |     |     | 21位 | 0        |
| 2025年 | HAZAMA ANDO Triplr Tree Racing | ダラーラ・SF23 | ホンダ   | SUZ 16 | SUZ 21 | MOT 19 | MOT 17 | AUT 19 | FSW 20 | FSW Ret | SUG 20 | FSW    | FSW | SUZ | SUZ | NC*  | 0*       |

- 太字はポールポジション、斜字はファステストラップ。（key）
- * : 今シーズンの順位。（現時点）

## 出演

### テレビ
- 沸騰ワード10（2017年8月11日・9月22日・2018年1月19日・2020年5月8日・9月4日、日本テレビ系） - 特集
- ミライ☆モンスター（2017年10月1日、フジテレビ） - 特集
- サタデードキュメント「小学生レーサー 目指すはF1」（2017年11月18日、BS-TBS） - 特集
- 運命の日 ニッポンの挑戦者たち「F4レーサー 特別編」（2017年12月29日、BSジャパン） - 特集
- こやぶるSPORTS（2017年12月31日、関西テレビ） - レーシング企画
- いただきハイジャンプ（2018年9月15日・2019年3月2日、フジテレビ系） - カート企画
- 天才vs大群（2022年2月15日、TBSテレビ） - カート企画
- サンデースポーツ（2023年8月27日・12月10日・2024年3月10日、NHK総合） - 特集[84]
- グッと!地球便（2023年9月17日、読売テレビ） - 特集
- バース・デイ（2024年1月13日・20日、4月6日、TBSテレビ） - 特集
- 激レアさんを連れてきた。（2024年3月25日、テレビ朝日）
- 報道ステーション 報ステスポーツ（2024年3月25日、テレビ朝日） - 松岡修造インタビュー
- サンデーLIVE!! 松岡修造のみんながん晴れ（2024年3月31日、テレビ朝日） - 松岡修造インタビュー
- Jsports ドキュメンタリー〜The REAL〜 レーシングカーに命を吹き込む者たち（2024年7月27日）
- ウェークアップ!（2024年9月14日、読売テレビ） - 特集

### ラジオ
- Jujuの数珠つなぎ（2019年10月1日 - 2020年3月30日、ラジオ関西） - メインパーソナリティー
- 上柳昌彦 あさぼらけ（2024年10月4日・7日・11日・14日・18日・28日〈予定〉、ニッポン放送） - 「食は生きる力 今朝も元気にいただきます」コーナー 10月期ゲスト（母とともに出演）[85]

### CM・広告・イメージモデル
- PS4「グランツーリスモSPORT」TVCM（2017年10月OA、ソニー・インタラクティブエンタテインメント）[86]
- Hirokoオイル Web広告（2018年 - 、広島高潤株式会社）
- NEC Web広告（2022年）
- レノボ ゲーミングPC「Legion」アンバサダー（2024年3月）
- DHLフォーミュラEアンバサダー（2024年3月）

### 雑誌掲載
- りぼん（2024年10月号、集英社）カラー記事「トップレーシングドライバーJujuさんのONとOFF」
- フォーブス日本版（2024年10月号、リンクタイズ）「FORBES JAPAN 30 UNDER 30 2024」[87]